# North Carolina FC
North Carolina FC, bekend van 2006 tot 2016 als Carolina RailHawks FC, is een Amerikaanse voetbalclub uit Cary, North Carolina. De club werd in 2006 opgericht en speelt in de Amerikaanse North American Soccer League, de Amerikaanse tweede klasse. Het team verhuisde na het seizoen 2017 naar de United Soccer League, ook de Amerikaanse tweede klasse.